# Farkasgyepű
Farkasgyepű (deutsch Wirtshäuz'l) ist eine ungarische Gemeinde im Kreis Ajka im Komitat Veszprém.

## Geografische Lage
Farkasgyepű liegt gut 12 Kilometer nordöstlich der Kreisstadt Ajka im Bakonywald. Nachbargemeinden sind Bakonyjákó, Németbánya und Városlőd.

## Geschichte
Im Jahr 1913 gab es in der damaligen Kleingemeinde 58 Häuser und 374 Einwohner auf einer Fläche von 1736 Katastraljochen. Sie gehörte zu dieser Zeit zum Bezirk Pápa im Komitat Veszprém.

## Sehenswürdigkeiten
- Heimatmuseum (Falumúzeum)
- Naturschutzgebiet (Farkasgyepűi kísérleti erdő)
- Römisch-katholische Kirche Sarlós Boldogasszony, erbaut 1909
- Römisch-katholische Kapelle Szent József
- Szent-Antal-Statue, erschaffen 1908

## Verkehr
Durch Farkasgyepű verläuft die Hauptstraße Nr. 83. Der nächstgelegene Bahnhof befindet sich sieben Kilometer südlich in Városlőd.

## Bilder

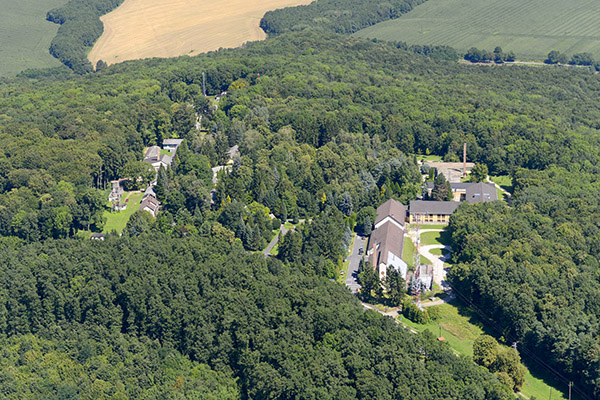
Blick auf das Lungenheilsanatorium
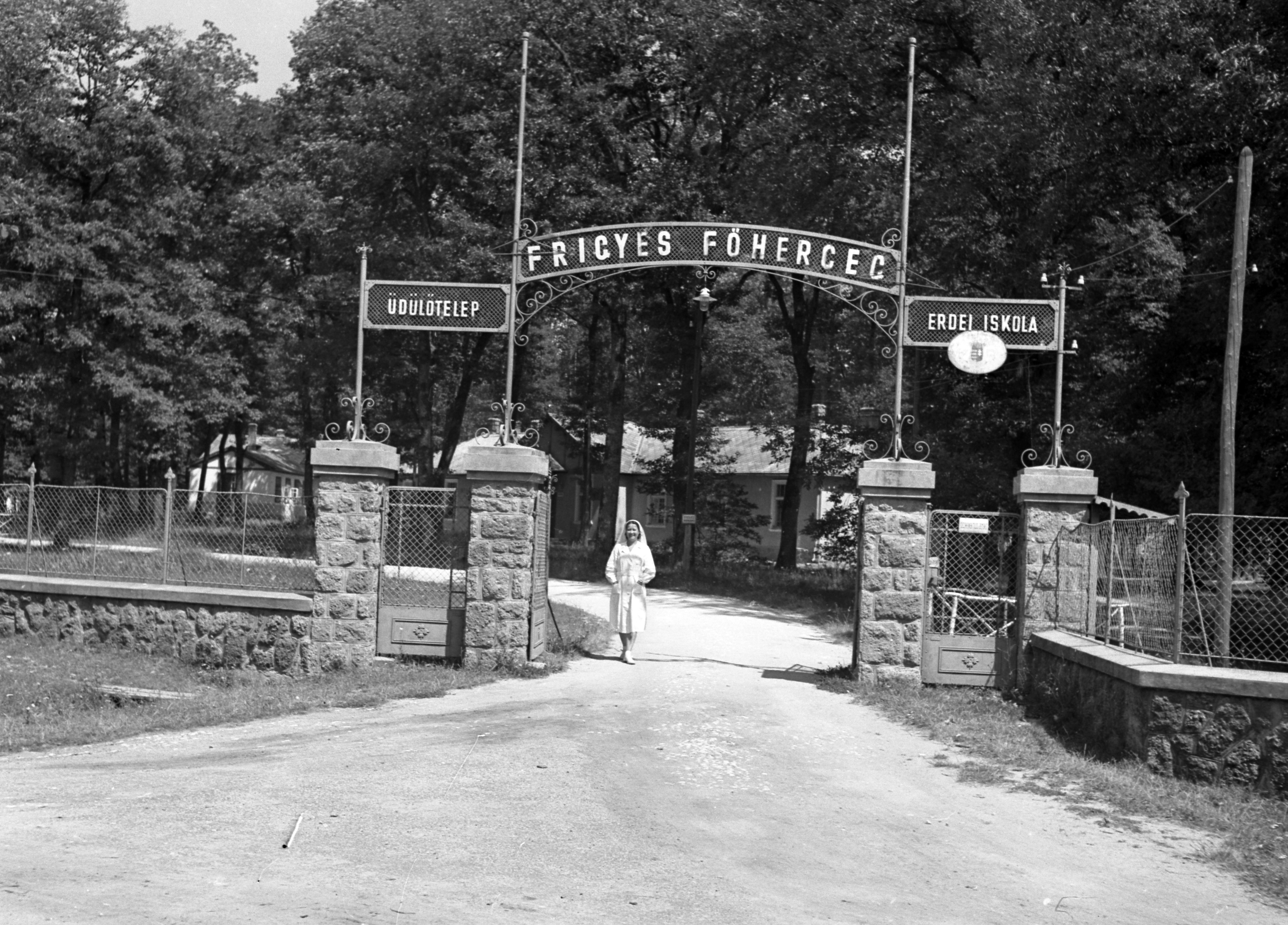
Erholungsstätte und Waldschule Frigyes főherceg (1942)
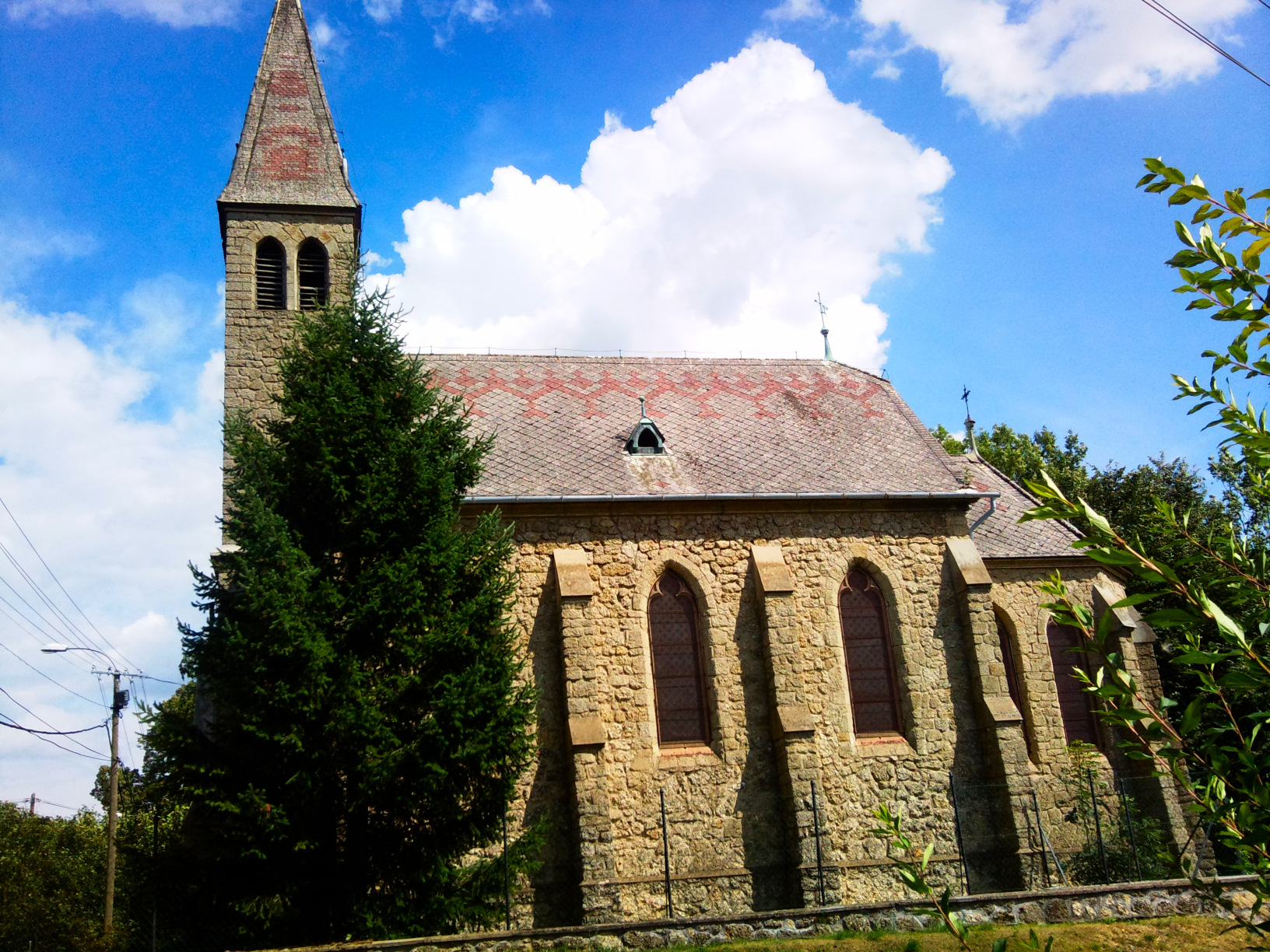
Röm.-kath. Kirche Sarlós Boldogasszony